# Agaven
Die Agaven (Agave) sind eine Pflanzengattung in der Unterfamilie der Agavengewächse (Agavoideae) innerhalb der Familie der Spargelgewächse (Asparagaceae). Der botanische Name Agave leitet sich vom altgriechischen Wort ἀγαυός (agavos) für edel, prachtvoll oder erhaben ab. Agave, häufig Agaue geschrieben, ist der Name einer Tochter von Kadmos und Harmonia aus der griechischen Mythologie, die gelegentlich als namensgebend genannt wird.
Agaven werden manchmal als Jahrhundertpflanze (von engl. Century Plant) bezeichnet, da sie nur einmal blühen und bis zur Ausbildung eines Blütenstands mehrere Jahrzehnte vergehen können.

## Beschreibung

### Vegetative Merkmale
Agaven sind xerophytische, ausdauernde oder hapaxanthe und meist blattsukkulente Rosettenpflanzen. Sie wachsen terrestrisch oder sehr selten epiphytisch. Die kleinen bis sehr großen Rosetten sind stammlos oder ihr Stamm ist sehr kurz. Der selten verlängerte Stamm ist dick, einzeln oder verzweigt und manchmal rhizomatös. Aus dem Rhizom entstehen mitunter Tochterpflanzen. Die meist langlebigen, mehr oder weniger dicken und faserigen Laubblätter sind vorwiegend sukkulent und xeromorph (in der Untergattung Manfreda etwas weich und einjährig). Die Blattspreite ist linealisch bis lanzettlich bis eiförmig. An der Blattspitze sitzt ein mehr oder weniger stark entwickelter Dorn (bei der Untergattung Manfreda ein weiches Spitzchen). Die ganzrandigen Blattränder sind winzig bis stark gezähnt oder fadentragend.
Die kräftigen und faserigen, gelegentlich spindlig verdickten Wurzeln sind flach ausgebreitet.

### Blütenstände und Blüten

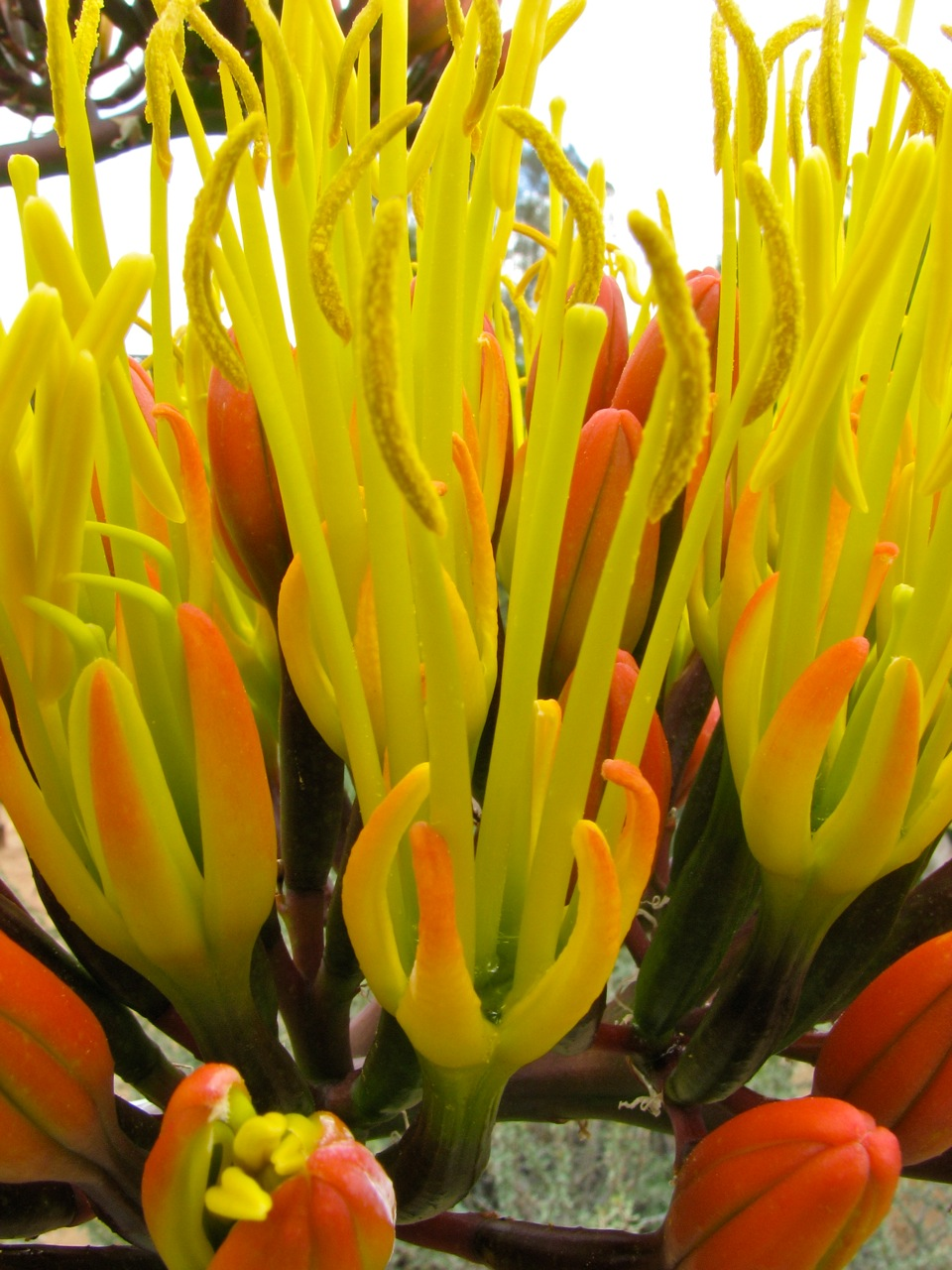
Nahaufnahme der Blüte von Agave parryi var. couesii in Jerome, Arizona

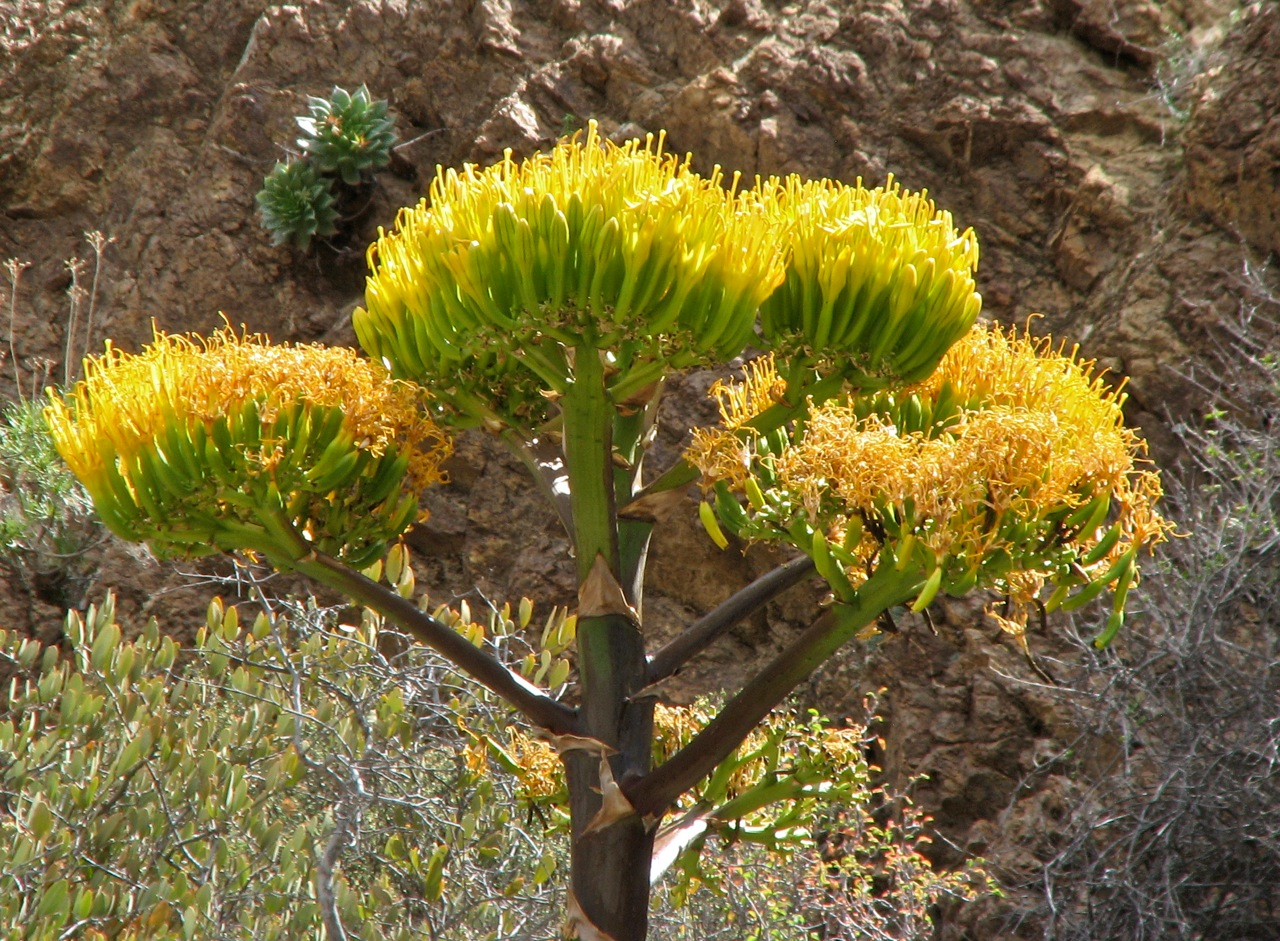
Typische Blüte von Agave sebastiana in Islas Benito, Baja California Sur (Mexiko)

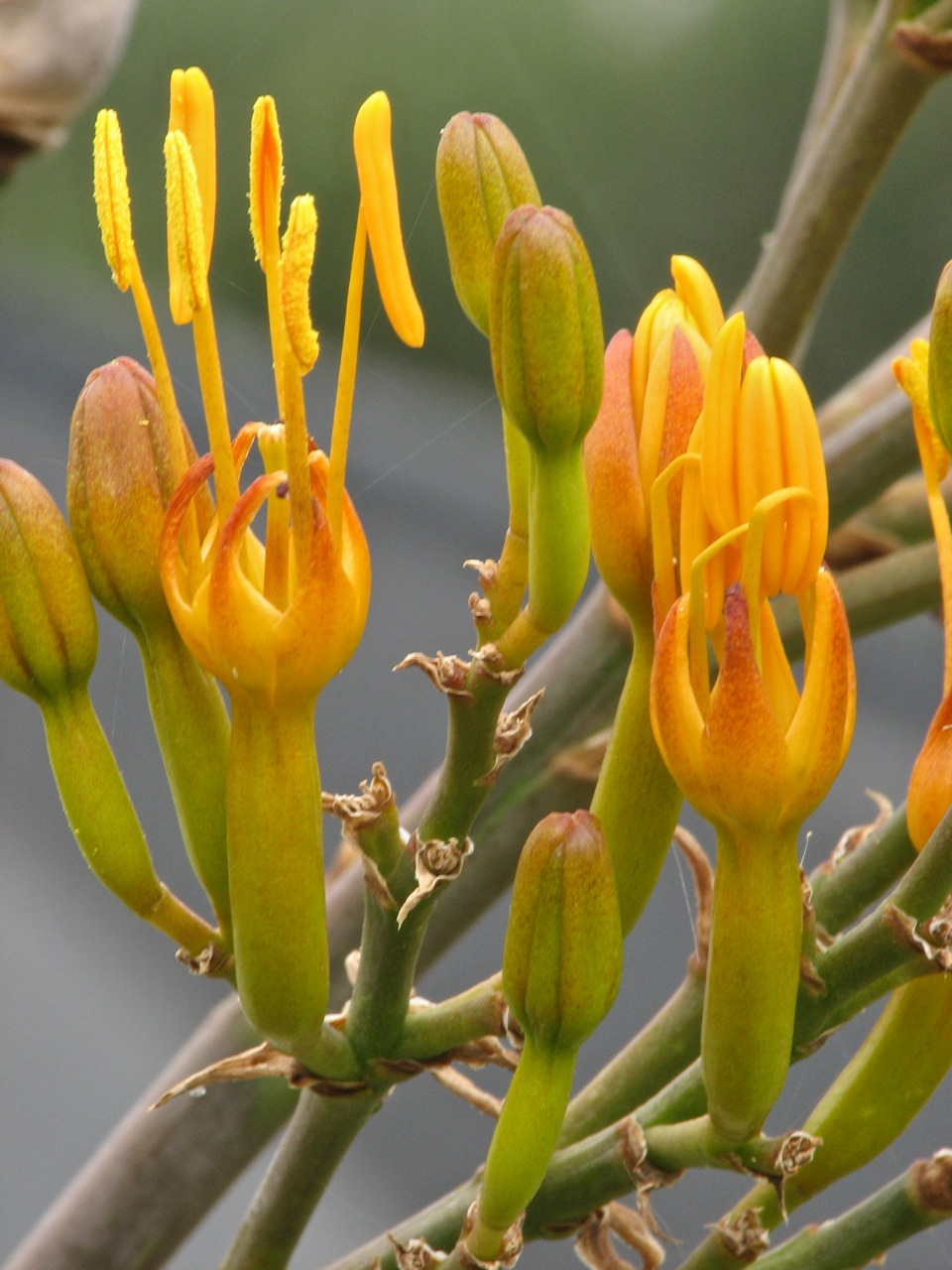
Nahaufnahme der Blüte von Agave gypsophila in Kultur in El Cajon in Kalifornien

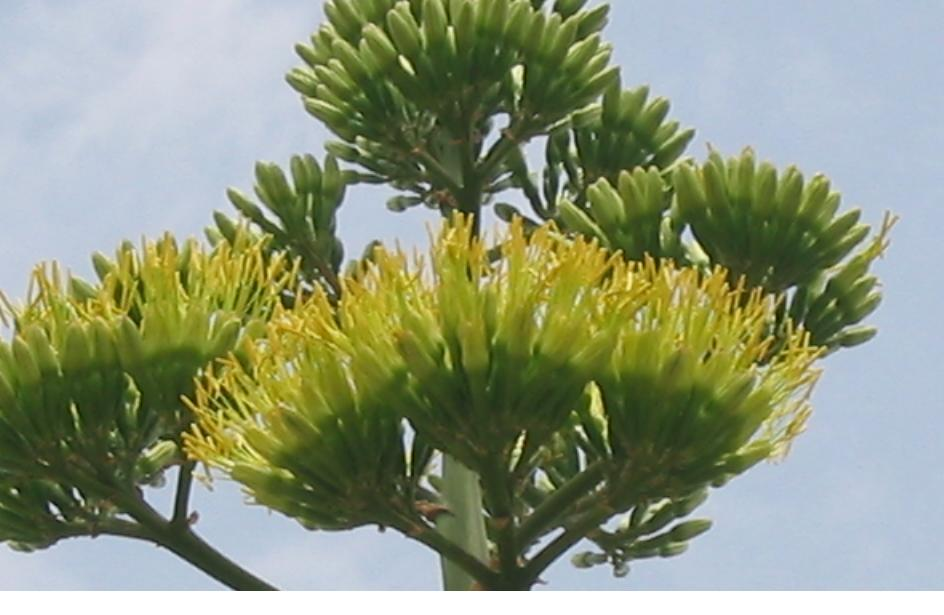
Ausschnitt aus dem Blütenstand von Agave americana

Der Blütenstand kann bis zu 12 Meter hoch werden. Die Teilblütenstände sind zymös, haben entweder etwas kurz gestielte und meist wenige (selten nur paarige) Blüten (Untergattung Littaea) oder lang gestielte, oft mehrfach zusammengesetzte, mit zahlreichen mehr oder weniger dicht gestellten Blüten (Untergattung Agave) oder fast ungestielte, paarige bis einzelne Blüten (Untergattung Manfreda). Der Blütenstand trägt manchmal Bulbillen. Das röhrig bis glockige Perigon ist meist gelb oder grünlich bis bräunlich, seltener auch rötlich. Die Tepalen sind an der Basis meist verwachsen und bilden eine Perigonröhre, deren Länge sehr variiert und die in unterschiedlich langen Perigonzipfeln endet.
Die Staubblätter ragen aus der Perigonröhre heraus und haben längliche, bewegliche Staubbeutel. Die fadendünnen Staubfäden sind entweder in der Röhre, an der Röhrenmündung oder an der Tepalenbasis angeheftet. Der unterständige, dreifächrige Fruchtknoten ist dickwandig. Der verlängerte, fadendünne Griffel ist röhrig und bei der Blütenöffnung noch nicht voll entfaltet. Die warzendrüsige Narbe ist dreilappig.

### Früchte und Samen
Die Früchte sind dreikammerige, zur Spitze oft schmal verlängerte, lokulizide Kapseln, die die abgeflachten schwarzen Samen enthalten.

### Zytologie
Die Chromosomenbasiszahl ist x = 30.

## Verbreitung
Das Verbreitungsgebiet der Agaven erstreckt sich vom Süden der Vereinigten Staaten über Mexiko durch ganz Mittelamerika (einschließlich der gesamten Karibik) bis nach Panama und reicht bis in das nördliche Südamerika (Kolumbien und Venezuela) hinein. Die größte Artenvielfalt ist in den mexikanischen Bundesstaaten Hidalgo, Puebla und Oaxaca anzutreffen. Agaven werden weltweit in tropischen, subtropischen und frostfreien Klimaten kultiviert und sind in den entsprechenden Ländern oft eingebürgert.

## Systematik
Die Erstbeschreibung der Agaven wurde 1753 von Carl von Linné veröffentlicht. Ihre Typusart ist Agave americana.
Die Gattung Agave sensu lato wird in folgende drei Untergattungen untergliedert:
- Untergattung Agave
- Untergattung Littaea (Tagl.) Baker
- Untergattung Manfreda (Salisb.) Baker

Bei der Untergattung Agave besteht der Blütenstand aus lang gestielten, häufig mehrfach zusammengesetzten Teilblütenständen mit zahlreichen, mehr oder weniger dicht angeordneten Blüten. Bei der Untergattung Littaea setzt sich der Blütenstand aus mehr oder weniger kurz gestielten Teilblütenständen mit meist wenigen (selten nur paarigen) Blüten zusammen. Die Untergattung Manfreda umfasst die ehemals eigenständigen Gattungen Manfreda, Polianthes und Prochnyanthes.
Die Untergattungen werden wie folgt untergliedert:
- Untergattung Littaea (Tagl.) Baker
  - Sektion Juncineae Salm-Dyck
  - Sektion Inermes Salm-Dyck
  - Sektion Choritepalae Hochstätter
  - Sektion Littaea (Tagl.) Benth.
  - Sektion Parviflorae Hochstätter
  - Sektion Micracanthae Salm-Dyck
  - Sektion Heteracanthae Salm-Dyck
  - Sektion Urceolatae Hochstätter
- Untergattung Agave

  - Sektion Agave
  - Sektion Salmianae (A.Berger) Verloove & Thiede
  - Sektion Sisalanae Thiede & Gideon F.Sm.
  - Sektion Crenatae (A.Berger) B.Ullrich
  - Sektion Campaniflorae (Trel.) R.H.Webb & G.D.Starr
  - Sektion Umbelliflorae (Trel.) R.H.Webb & G.D.Starr
  - Sektion Rigidae (Baker) R.H.Webb & G.D.Starr
  - Sektion Ditepalae Hochstätter
  - Sektion Deserticolae (Trel.) R.H.Webb & G.D.Starr
  - Sektion Conicae R.H.Webb & G.D.Starr
  - Sektion Intermediae R.H.Webb & G.D.Starr
  - Sektion Parryanae Hochstätter
  - Sektion Hibernicae Hochstätter
  - Sektion Marmoratae (A.Berger) Thiede & Gideon F.Sm.
  - Sektion Guatemalenses (Trel.) B.Ullrich
  - Sektion Antillanae (Trel.) Thiede & Gideon F.Sm.
  - Sektion Antillares (Trel.) Thiede & Gideon F.Sm.
  - Sektion Bahamanae (Trel.) Thiede & Gideon F.Sm.
  - Sektion Caribaeae (Trel.) Thiede & Gideon F.Sm.
  - Sektion Inaguenses (Trel.) Hochstätter
  - Sektion Viviparae (Baker) Verloove & Thiede
  - Sektion Columbianae (A.Berger) Thiede & Gideon F.Sm.
- Untergattung Manfreda (Salisbury) Baker
  - Sektion Herbaceae Salm-Dyck
    - Serie Brunneae (Hochstätter) Thiede & Gideon F.Sm.
    - Serie Scabraea (Hochstätter) Thiede & Gideon F.Sm.
    - Serie Guttatae (Hochstätter) Thiede & Gideon F.Sm.
    - Serie Virginicae (Hochstätter) Thiede & Gideon F.Sm.
    - Serie Yucatanae Thiede & Gideon F.Sm.

  - Sektion Polianthes (L.) Thiede & Gideon F.Sm.
    - Serie Polianthes (L.) Thiede & Gideon F.Sm.
    - Serie Bravoa (Lex.) Thiede & Gideon F.Sm.

### Arten
Die Gattung der Agaven umfasst die folgenden Arten:
- Untergattung Littaea (Tagl.) Baker
  - Sektion Juncineae Salm-Dyck
    - Agave albopilosa I.Cabral, Villarreal & A.E.Estrada
    - Agave cremnophila G.D.Starr, Etter & Kristen[N 1]
    - Agave cryptica G.D.Starr & T.J.Davis[N 2]
    - Agave dasylirioides Jacobi & C.D.Bouché
    - Agave gracielae Galvan & Zamudio
    - Agave kavandivi García-Mend. & C.Chávez
    - Agave petrophila García-Mend. & E.Martínez
    - Agave rzedowskiana P.Carrillo, Vega & R.Delgad.
    - Agave striata Zucc.
      - Agave striata subsp. falcata (Engelm.) Gentry
      - Agave striata subsp. striata

    - Agave stricta Salm-Dyck
    - Agave tenuifolia Zamudio & E.Sánchez

  - Sektion Inermes Salm-Dyck
    - Agave attenuata Salm-Dyck
      - Agave attenuata subsp. attenuata
      - Agave attenuata subsp. dentata (Roezl) B.Ullrich

    - Agave chazaroi A.Vázquez & O.M.Valencia
    - Agave chrysoglossa I.M.Johnst.
    - Agave gilbertii A.Berger
    - Agave manantlanicola Cuevas & Santana Mich.
    - Agave nizandensis Cutak
    - Agave ocahui Gentry
      - Agave ocahui var. longifolia Gentry
      - Agave ocahui var. ocahui

    - Agave spicata Cav.
    - Agave vazquezgarciae Cházaro & J.A.Lomelí
    - Agave vilmoriniana A.Berger

  - Sektion Choritepalae Hochstätter
    - Agave bracteosa S.Watson ex Engelm.
    - Agave ellemeetiana K.Koch
      - Agave ellemeetiana subsp. ellemeetiana
      - Agave ellemeetiana subsp. subdentata (Trel.) Thiede

    - Agave guiengola Gentry
    - Agave gypsicola García-Mend. & D.Sandoval

  - Sektion Littaea (Tagl.) Benth.
    - Agave colimana Gentry
    - Agave felgeri Gentry
    - Agave filifera Salm-Dyck
    - Agave geminiflora (Tagl.) Ker Gawl.
    - Agave microceps (Kimnach) A.Vázquez & Cházaro
    - Agave multifilifera Gentry
    - Agave ornithobroma Gentry
    - Agave schidigera Lem.

  - Sektion Parviflorae Hochstätter
    - Agave parviflora Torr.
      - Agave parviflora subsp. densiflora G.D.Starr & T.Van Devender
      - Agave parviflora subsp. flexiflora Gentry
      - Agave parviflora subsp. parviflora

    - Agave polianthiflora Gentry
    - Agave schottii Engelm.
      - Agave schottii var. atricha Trel.
      - Agave schottii var. schottii

    - Agave toumeyana Trel.
      - Agave toumeyana subsp. bella (Breitung) Gentry
      - Agave toumeyana subsp. toumeyana

  - Sektion Micracanthae Salm-Dyck
    - Agave chiapensis Jacobi
    - Agave gomezpompae Cházaro & Jimeno-Sevilla[N 3]
    - Agave jimenoi Cházaro & A.Vázquez
    - Agave maria-patriciae Cházaro & Arzaba[N 4]
    - Agave mitis Mart.
    - Agave obscura Schiede
    - Agave pendula Schnittsp.
    - Agave warelliana De Smet ex T.Moore & Mast.
    - Agave wendtii Cházaro

  - Sektion Heteracanthae Salm-Dyck
    - Agave albomarginata Gentry
    - Agave angustiarum Trel.
    - Agave arcedianoensis Cházaro, O.M.Valencia & A.Vázquez
    - Agave convallis Trel.
    - Agave difformis A.Berger
    - Agave ensifera Jacobi
    - Agave funkiana K.Koch & C.D.Bouché
    - Agave garciae-mendozae Galvan & L.Hern.
    - Agave garciaruizii A.Vázquez, Hern.-Vera & Padilla-Lepe
    - Agave ghiesbreghtii Verschaff.
    - Agave horrida Lem. ex Jacobi
      - Agave horrida subsp. horrida
      - Agave horrida subsp. perotensis B.Ullrich

    - Agave impressa Gentry
    - Agave kerchovei Lem.
    - Agave lechuguilla Torr.
    - Agave lophantha Schiede
    - Agave megalodonta García-Mend. & D.Sandoval
    - Agave nickelsiae Rol.-Goss.
    - Agave pelona Gentry
    - Agave pintilla S.González, M.González & Reséndiz
    - Agave potrerana Trel.
    - Agave quiotepecensis García-Mend. & S.Franco
    - Agave titanota Gentry
    - Agave triangularis Jacobi
    - Agave victoriae-reginae T.Moore
      - Agave victoriae-reginae subsp. swobodae Halda
      - Agave victoriae-reginae subsp. victoriae-reginae

    - Agave xylonacantha Salm-Dyck

  - Sektion Urceolatae Hochstätter
    - Agave utahensis Engelm.
      - Agave utahensis subsp. kaibabensis (McKelvey) Gentry
      - Agave utahensis subsp. utahensis
      - Agave utahensis var. eborispina (Hester) Breitung
      - Agave utahensis var. nevadensis Engelm. ex Greenm. & Roush

- Untergattung Agave
  - Sektion Agave
    - Agave americana L.
      - Agave americana subsp. americana
      - Agave americana subsp. protamericana Gentry
      - Agave americana var. expansa (Jacobi) Gentry
      - Agave americana var. oaxacensis Gentry

    - Agave asperrima Jacobi
      - Agave asperrima subsp. asperrima
      - Agave asperrima subsp. maderensis (Gentry) B.Ullrich
      - Agave asperrima subsp. potosiensis (Gentry) B.Ullrich
      - Agave asperrima subsp. zarcensis (Gentry) B.Ullrich

    - Agave franzosinii (Sprenger) Sewell
    - Agave lurida Aiton
    - Agave oroensis Gentry
    - Agave scaposa Gentry
    - Agave weberi J.F.Cels ex J.Poiss.

  - Sektion Salmianae (A.Berger) Verloove & Thiede
    - Agave mapisaga Trel.
    - Agave salmiana Otto ex Salm-Dyck
      - Agave salmiana subsp. crassispina (Trel.) Gentry
      - Agave salmiana subsp. salmiana
      - Agave salmiana var. mitriformis (Jacobi) A.Berger

    - Agave tecta Trel.

  - Sektion Sisalanae Thiede & Gideon F.Sm.
    - Agave desmetiana Jacobi
    - Agave kewensis Jacobi
    - Agave sisalana Perrine

  - Sektion Crenatae (A.Berger) B.Ullrich
    - Agave bovicornuta Gentry
    - Agave calodonta A.Berger
    - Agave cupreata Trel. & A.Berger
    - Agave hookeri Jacobi
    - Agave inaequidens K.Koch
      - Agave inaequidens subsp. barrancensis Gentry
      - Agave inaequidens subsp. inaequidens

    - Agave jaiboli Gentry
    - Agave maximiliana Baker
      - Agave maximiliana var. katherineae (A.Berger) Gentry
      - Agave maximiliana var. maximiliana

  - Sektion Campaniflorae (Trel.) R.H.Webb & G.D.Starr
    - Agave aurea Brandegee
      - Agave aurea subsp. aurea
      - Agave aurea subsp. promontorii (Trel.) R.H.Webb & G.D.Starr
      - Agave aurea var. capensis (Gentry) R.H.Webb & G.D.Starr

  - Sektion Umbelliflorae (Trel.) R.H.Webb & G.D.Starr
    - Agave sebastiana Greene
    - Agave shawii Engelm.
      - Agave shawii subsp. goldmaniana (Trel.) Gentry
      - Agave shawii subsp. shawii

  - Sektion Rigidae (Baker) R.H.Webb & G.D.Starr
    - Agave aktites Gentry
    - Agave angustifolia Haw.
      - Agave angustifolia var. angustifolia
      - Agave angustifolia var. letonae (F.W.Taylor ex Trel.) Gentry
      - Agave angustifolia var. marginata Trel.
      - Agave angustifolia var. nivea (Trel.) Gentry
      - Agave angustifolia var. sargentii Trel.
      - Agave angustifolia var. variegata Trel.

    - Agave cantala Roxb. ex Salm-Dyck
      - Agave cantala var. acuispina (Trel.) Gentry
      - Agave cantala var. cantala

    - Agave collina Greenm.
    - Agave datylio Simon ex F.A.C.Weber
    - Agave decipiens Baker
    - Agave fourcroydes Lem.
    - Agave karwinskii Zucc.
    - Agave macracantha Zucc.
    - Agave pax Gir.-Cañas
    - Agave rhodacantha Trel.
    - Agave schneideriana A.Berger
    - Agave stringens Trel.
    - Agave tequilana F.A.C.Weber

  - Sektion Ditepalae Hochstätter
    - Agave applanata K.Koch
    - Agave chrysantha Peebles
    - Agave colorata Gentry
    - Agave delamateri W.C.Hodgs. & Slauson
    - Agave durangensis Gentry
    - Agave flexispina Trel.
    - Agave fortiflora Gentry
    - Agave lyobaa García-Mend. & S.Franco
    - Agave murpheyi F.Gibson
    - Agave palmeri Engelm.
    - Agave phillipsiana W.C.Hodgs.
    - Agave sanpedroensis W.C.Hodgs. & Salywon
    - Agave shrevei Gentry
      - Agave shrevei subsp. magna Gentry
      - Agave shrevei subsp. matapensis Gentry
      - Agave shrevei subsp. shrevei

    - Agave temacapulinensis A.Vázquez & Cházaro
    - Agave verdensis W.C.Hodgs. & Salywon
    - Agave wocomahi Gentry
    - Agave yavapaiensis W.C.Hodgs. & Salywon

  - Sektion Deserticolae (Trel.) R.H.Webb & G.D.Starr
    - Agave cerulata Trel.
      - Agave cerulata subsp. cerulata
      - Agave cerulata subsp. dentiens (Trel.) Gentry
      - Agave cerulata subsp. subcerulata Gentry
      - Agave cerulata var. nelsonii (Trel.) R.H.Webb & G.D.Starr

    - Agave deserti Engelm.
      - Agave deserti subsp. deserti
      - Agave deserti subsp. simplex Gentry

    - Agave margaritae Brandegee
    - Agave mckelveyana Gentry
    - Agave pringlei Engelm. ex Baker
    - Agave sobria Brandegee
      - Agave sobria subsp. frailensis Gentry
      - Agave sobria subsp. roseana (Trel.) Gentry
      - Agave sobria subsp. sobria

    - Agave subsimplex Trel.

  - Sektion Conicae R.H.Webb & G.D.Starr
    - Agave avellanidens Trel.
    - Agave gigantensis Gentry
    - Agave moranii Gentry
    - Agave turneri R.H.Webb & Salazar-Ceseña

  - Sektion Intermediae R.H.Webb & G.D.Starr
    - Agave azurea R.H.Webb & G.D.Starr
    - Agave vizcainoensis Gentry

  - Sektion Parryanae Hochstätter
    - Agave guadalajarana Trel.
    - Agave havardiana Trel.
    - Agave ovatifolia G.D.Starr & Villarreal
    - Agave parryi Engelm.
      - Agave parryi subsp. neomexicana (Wooton & Standl.) B.Ullrich
      - Agave parryi subsp. parryi
      - Agave parryi var. couesii (Engelm. ex Trel.) Kearney & Peebles
      - Agave parryi var. huachucensis (Baker) Little ex L.D.Benson
      - Agave parryi var. parryi
      - Agave parryi var. truncata Gentry

  - Sektion Hibernicae Hochstätter
    - Agave gentryi B.Ullrich
    - Agave montana Villarreal
    - Agave parrasana A.Berger

  - Sektion Marmoratae (A.Berger) Thiede & Gideon F.Sm.
    - Agave abisaii A.Vázquez & Nieves
    - Agave andreae Sahagún & A.Vázquez
    - Agave gypsophila Gentry
    - Agave kristenii A.Vázquez & Cházaro
    - Agave marmorata Roezl
    - Agave nayaritensis Gentry
    - Agave pablocarrilloi A.Vázquez, Muñiz-Castro & Padilla-Lepe
    - Agave valenciana Cházaro & A.Vázquez
    - Agave zebra Gentry

  - Sektion Guatemalenses (Trel.) B.Ullrich
    - Agave atrovirens Karw. ex Salm-Dyck
      - Agave atrovirens var. atrovirens
      - Agave atrovirens var. mirabilis (Trel.) Gentry

    - Agave congesta Gentry
    - Agave hiemiflora Gentry
    - Agave hurteri Trel.
    - Agave isthmensis García-Mend. & F.Palma
    - Agave lagunae Trel.
    - Agave pachycentra Trel.
    - Agave parvidentata Trel.
    - Agave potatorum Zucc.
    - Agave seemanniana Jacobi
    - Agave thomasiae Trel.
    - Agave wercklei F.A.C.Weber ex Wercklé

  - Sektion Antillanae (Trel.) Thiede & Gideon F.Sm.
    - Agave acicularis Trel.
    - Agave anomala Trel.
    - Agave antillarum Descourt.
      - Agave antillarum var. antillarum
      - Agave antillarum var. grammontensis Trel.

    - Agave brevipetala Trel.
    - Agave cajalbanensis A.Álvarez
    - Agave caymanensis Proctor[N 5]
    - Agave grisea Trel.
    - Agave harrisii Trel.
    - Agave intermixta Trel.
    - Agave longipes Trel.
    - Agave missionum Trel.
    - Agave offoyana De Smet ex Jacobi
    - Agave shaferi Trel.
    - Agave sobolifera Houtt.
    - Agave underwoodii Trel.

  - Sektion Antillares (Trel.) Thiede & Gideon F.Sm.
    - Agave albescens Trel.
    - Agave brittoniana Trel.
      - Agave brittoniana subsp. brachypus (Trel.) A.Álvarez
      - Agave brittoniana subsp. brittoniana
      - Agave brittoniana subsp. sancti-spirituensis A.Álvarez

    - Agave jarucoensis A.Álvarez
    - Agave minor Proctor[N 6]
    - Agave papyrocarpa Trel.
      - Agave papyrocarpa subsp. macrocarpa A.Álvarez
      - Agave papyrocarpa subsp. papyrocarpa

    - Agave tubulata Trel.
    - Agave willdingii Tod.

  - Sektion Bahamanae (Trel.) Thiede & Gideon F.Sm.
    - Agave acklinicola Trel.
    - Agave bahamana Trel.
    - Agave braceana Trel.
    - Agave indagatorum Trel.
    - Agave millspaughii Trel.

  - Sektion Caribaeae (Trel.) Thiede & Gideon F.Sm.
    - Agave eggersiana Trel.
    - Agave karatto Mill.

  - Sektion Inaguenses (Trel.) Hochstätter
    - Agave inaguensis Trel.
    - Agave nashii Trel.

  - Sektion Viviparae (Baker) Verloove & Thiede
    - Agave arubensis Hummelinck
    - Agave boldinghiana Trel.
    - Agave cocui Trel.
    - Agave evadens Trel.
    - Agave petiolata Trel.
    - Agave rutteniae Hummelinck
    - Agave vicina Trel.
    - Agave vivipara L.

  - Sektion Columbianae (A.Berger) Thiede & Gideon F.Sm.
    - Agave cundinamarcensis A.Berger
    - Agave wallisii Jacobi

- Untergattung Manfreda (Salisb.) Baker
  - Sektion Herbaceae Salm-Dyck
    - Serie Brunneae (Hochstätter) Thiede & Gideon F.Sm.
      - Agave brunnea S.Watson
      - Agave hauniensis J.B.Petersen
      - Agave longiflora (Rose) G.D.Rowley
      - Agave maculosa Hook.
      - Agave potosina B.L.Rob. & Greenm.
      - Agave sileri (Verhoek-Williams) Thiede & Eggli
      - Agave singuliflora (S.Watson) A.Berger
      - Agave umbrophila (García-Mend.) Thiede[N 7][N 8]
      - Agave variegata Jacobi

    - Serie Scabraea (Hochstätter) Thiede & Gideon F.Sm.
      - Agave chamelensis (E.J.Lott & Verh.-Will.) Thiede & Eggli
      - Agave gracillima A.Berger
      - Agave jaliscana (Rose) A.Berger
      - Agave justosierrana (García-Mend.) Thiede[N 7][N 8]
      - Agave longibracteata (Verh.-Will.) Thiede & Eggli
      - Agave nanchititlensis (Matuda) Thiede & Govaerts
      - Agave pubescens Regel & Ortgies
      - Agave revoluta Klotzsch
      - Agave scabra Ortega
      - Agave stictata Thiede & Eggli

    - Serie Guttatae (Hochstätter) Thiede & Gideon F.Sm.
      - Agave bulbulifera (Castillejos & E.Solano) Thiede[N 9][N 8]
      - Agave debilis A.Berger
      - Agave fusca (Ravenna) Thiede & Eggli
      - Agave galvaniae (A.Castañeda, S.Franco & García-Mend.) Etter & Kristen[N 10][N 11]
      - Agave guerrerensis (Matuda) G.D.Rowley
      - Agave guttata Jacobi & C.D.Bouché
      - Agave involuta (McVaugh) Thiede & Eggli
      - Agave littoralis (García-Mend., A.Castañeda & S.Franco) Thiede & Eggli
      - Agave occidentalis (Art.Castro & Aarón Rodr.) Thiede & Gideon F.Sm.
      - Agave parva (Aarón Rodr.) Thiede[N 12][N 8]
      - Agave planifolia S.Watson
      - Agave pratensis A.Berger
      - Agave undulata Klotzsch
      - Agave verhoekiae (García-Mendoza) Thiede[N 7][N 8]

    - Serie Virginicae (Hochstätter) Thiede & Gideon F.Sm.
      - Agave virginica L.
        - Agave virginica subsp. lata (Shinners) Thiede & Eggli
        - Agave virginica subsp. virginica

    - Serie Yucatanae Thiede & Gideon F.Sm.
      - Agave paniculata (L.Hern., R.A.Orellana & Carnevali) Thiede[N 13][N 8]
      - Agave petskinil (R.A.Orellana, L.Hern. & Carnevali) Thiede[N 13][N 8]

  - Sektion Polianthes (L.) Thiede & Gideon F.Sm.
    - Serie Polianthes (L.) Thiede & Gideon F.Sm.
      - Agave alboaustralis (E.Solano & Ríos-Gómez) Thiede
      - Agave amica (Medik.) Thiede & Govaerts
      - Agave confertiflora Thiede & Eggli
      - Agave dolichantha Thiede & Eggli
      - Agave neonelsonii Thiede & Eggli
      - Agave palustris (Rose) Thiede & Eggli
      - Agave platyphylla (Rose) Thiede & Eggli
      - Agave rosei Thiede & Eggli
      - Agave venustuliflora (E.Solano, García-Mend. & Ríos-Gómez) Thiede & Gideon F.Sm.

    - Serie Bravoa (Lex.) Thiede & Gideon F.Sm.
      - Agave bicolor (E.Solano & García-Mend.) Thiede & Eggli
      - Agave bulliana (Baker) Thiede & Eggli
      - Agave coetocapnia (M.Roem.) Govaerts & Thiede
        - Agave coetocapnia subsp. clivicola (McVaugh) Govaerts & Thiede
        - Agave coetocapnia subsp. coetocapnia
        - Agave coetocapnia subsp. pueblensis (E.Solano & García-Mend.) Govaerts & Thiede[N 14][N 8]

      - Agave graminifolia (Rose) Govaerts & Thiede
      - Agave howardii (Verh.-Will.) Thiede & Eggli
      - Agave multicolor (E.Solano & Dávila) Thiede[N 15][N 8]
      - Agave neocernua Thiede
      - Agave oaxacana (García-Mend. & E.Solano) Thiede[N 14][N 8]
      - Agave producta Thiede & Eggli
      - Agave quilae (Art.Castro & Aarón Rodr.) Thiede & Govaerts
      - Agave zapopanensis (E.Solano & Ríos-Gómez) Thiede[N 16][N 8]

Von ungesicherter Zuordnung sind:
- Agave doctorensis L.Hern. & Magallán
- Agave gracilipes Trel.
- Agave montium-sancticaroli García-Mend.
- Agave nuusaviorum García-Mend.
  - Agave nuusaviorum subsp. deltoidea García-Mend.
  - Agave nuusaviorum subsp. nuusaviorum
- Agave santanamichelii (Art.Castro, Aarón Rodr. & P.Carrillo) Thiede & Gideon F.Sm.

### Hybriden
Folgende Hybriden wurden beschrieben:
- Agave ×ajoensis[N 17]
Natürliche Hybride von Agave deserti var. simplex und Agave schottii var. schottii
- Agave ×arizonica
Mögliche Hybride von Agave toumeyana subsp. bella und Agave chrysantha
- Agave ×blissii
Gartenhybride  von Agave duplicata und Agave polianthes
- Agave ×bundrantii
Gartenhybride  von Agave polianthes und Agave howardii
- Agave ×cavanillesii[N 18]
Hybride von Agave fourcroydes und Agave decipiens
- Agave ×glomeruliflora
Hybridogener Ursprung mit morphologischen Übergängen zwischen Agave lechuguilla und Agave neomexicana und/oder Agave havardiana
- Agave ×gracilipes
Naturhybride von Agave lechuguilla und Agave neomexicana
- Agave ×güemensis[N 19]
Hybride von Agave polyacantha und Agave walleriana
- Agave ×leopoldii
Gartenhybride von Agave filifera und Agave filifera subsp. schidigera
- Agave ×neokewensis[N 8]
 Hybride von Agave duplicata und Agave bulliana
- Agave ×peacockii
Natürliche Hybride von Agave marmorata und Agave kerchovei
- Agave ×rossellonensis[N 20]
Hybride von Agave walleriana var. xalapensis und Agave polyacantha

### Synonyme
Synonyme zur Gattung Agave sind Polianthes L. (1753),  Pothos Adans. (1763), Tuberosa Heist. ex Fabr. (1769, nom. illeg. ICBN-Artikel 52.1), Bonapartea Willd. (1814), Littaea Tagl. (1816), Bravoa La Llave & Lex. (1824), Coetocapnia Link & Otto (1828), Robynsia Drap. (1841, nomen rejiciendum ICBN-Artikel 56.1), Ghiesbreghtia Roezl (1861, nom. inval. ICBN-Artikel 52.1), Manfreda Salisb. (1866), Allibertia Marion (1882), Prochnyanthes S.Watson (1887), Leichtlinia H.Ross (1893), Delpinoa H.Ross (1897), Pseudobravoa Rose (1899) und Runyonia Rose (1922).

## Botanische Geschichte
In seiner Beschreibung der Pflanzen des Botanischen Gartens Uppsala trennte Carl von Linné 1748 die zuvor als Amerikanische Aloe bezeichneten Pflanzen von der Gattung der Aloen ab und führte den botanischen Namen Agave ein, ohne jedoch einzelne Arten zu beschreiben. In seiner wissenschaftlichen Erstbeschreibung der Gattung in Species Plantarum führte Linné vier Arten 1753 auf: Agave americana, Agave vivipara, Agave virginica und Agave foetida (heute Furcraea foetida).
In der 8. Auflage von Philip Millers The Gardener's Dictionary kamen 1768 vier Arten dazu: Agave tuberosa (heute: Furcraea tuberosa), Agave karatto, Agave vera-cruz (heute Agave lurida) und Agave rigida (möglicherweise Agave fourcroydes). In der Folgezeit wurden weitere Arten durch William Aiton, Adrian Hardy Haworth, Attilio Zuccagni, John Bellenden Ker-Gawler, Antonio José Cavanilles und Johann Friedrich Klotzsch beschrieben.
Christian Julius Wilhelm Schiede und Wilhelm Friedrich Karwinsky (1780–1855) bereisten Mexiko, sammelten dort Pflanzen und schickten diese nach Europa, wo sie beispielsweise in Italien und England kultiviert wurden. Karl Sigismund Kunth führte 1850 insgesamt 49 Arten an. Joseph zu Salm-Reifferscheidt-Dyck nahm 1834 und 1859 anhand der in seiner Sammlung in Düsseldorf kultivierten Pflanzen ebenfalls eine Überarbeitung der bis dahin bekannten Arten vor und erkannte 45 Arten an. Von 1864 bis 1867 beschrieb der preußische General Georg Albano von Jacobi (1805–1874), der mit Salm-Dyck in Kontakt stand, in der Hamburger Garten- und Blumenzeitung anhand von in europäischen Gärten kultivierten Pflanzen (meist Jungpflanzen) 78 neue Arten. Weitere Beschreibungen durch ihn erfolgten von 1868 bis 1870 in den Abhandlungen der Schlesischen Gesellschaft für vaterländische Cultur. Damit wuchs die Anzahl der beschriebenen Agavenarten auf etwa 160 an. Weder Salm-Dyck noch Jacobi benutzten für ihre Beschreibungen Blütenmerkmale, obwohl die Blüten der Agaven bereits 1833 durch Joseph Gerhard Zuccarini beschrieben worden waren. Durch George Engelmann und John Gilbert Baker erfolgten weitere Revidierungen der Gattung. In seiner Zusammenfassung der Gattung Agave erkannte Baker 1888 insgesamt 138 Arten an.
1915 veröffentlichte Alwin Berger seine Monographie Die Agaven und unternahm den ersten Versuch, die gesamte Gattung nach taxonomischen Gesichtspunkten zu gliedern. Seine Beschreibungen nahm er vorwiegend anhand von Pflanzen vor, die im an der Italienischen Riviera gelegenen Garten La Mortola wuchsen. William Trelease, der für den Missouri Botanical Garden tätig war, war der erste Botaniker, der die Agaven intensiv an ihren natürlichen Standorten, insbesondere in Mexiko, Guatemala und der Karibik studierte. Aufgrund dieser Untersuchungen erfolgten zahlreiche weitere Erstbeschreibungen. Bis 1924 waren insgesamt 310 Arten bekannt.
Howard Scott Gentry unternahm ausgedehnte Feldstudien in Nordamerika und untersuchte das in Herbarien hinterlegte Material, deren Ergebnisse er 1982 publizierte. Darin unterteilte er die Agaven anhand von Blütenmerkmalen in die zwei Untergattungen Agave (rispige Blüte) mit 8 Sektionen und 54 Arten sowie Littaea (ährige Blüten) mit 12 Sektionen und 82 Arten.
Phylogenetische Arbeiten Mitte der 1990er Jahre führten 1999 zur Einziehung der Arten Manfreda, Polianthes und Prochnyanthes als Untergattung Manfreda in die Gattung Agave.
Basierend auf der Phylogenie von Ofelia Jiménez-Barron et al. (2020) schlugen J. Antonio Vázquez-García et al. im Jahr 2024 vor die Gattungen Manfreda, Polianthes sowie Prochnyanthes wieder anzuerkennen und stellten dazu drei neue Gattungen auf: Paleoagave A.Vázquez, Rosales & García-Mor. (1 Art), Paraagave A.Vázquez, Rosales & García-Mor. (1 Art) und Echinoagave A.Vázquez, Rosales & García-Mor. (12 Arten).

## Verwendung

### Faserlieferant

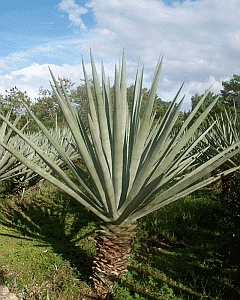
Sisal-Plantage (Agave sisalana)

Agaven zählen zu den wichtigsten Lieferanten von Pflanzenfasern. Gewerbsmäßig werden unter anderem die Sisal-Agave (Agave sisalana), Agave fourcroydes (als Henequen bezeichnet), Agave cantala und Agave vivipara var. letonae angebaut. Wild geerntet werden Agave lechuguilla (Ixtle-Fasern), Agave funkiana (Jamauve-Fasern) sowie gelegentlich Agave victoriae-reginae.

### Nahrungs- und Genussmittel
Bereits die Ureinwohner Mexikos rösteten oder buken Blütenknospen und Agavenblätter, die sich durch ihren hohen Gehalt an Zucker auszeichnen. Agavendicksaft wird aus der Cabeza oder Piña, dem nach dem Abschlagen der Blätter zurückbleibenden Stamm, gewonnen.
Pulque, das Nationalgetränk Mexikos, wird durch Vergärung des als Aguamiel bezeichneten Agavensaftes hergestellt. Große ökonomische Bedeutung für Mexiko hat der Tequila, der ausschließlich aus der Blauen Agave (Agave tequilana) gewonnen wird und für den strengere Qualitätsregeln gelten als für Mezcal, welcher aus verschiedenen Agavensorten hergestellt wird.

## Nachweise

### Neuere Erstbeschreibungen
1. ↑  Greg D. Starr, Julia Etter, Martin Kristen: Agave cremnophila (Agavaceae), a new species from southeastern Oaxaca, Mexico. In: Cactus and Succulent Journal. Band 90, Nr. 1, S. 39–45, 2018 (doi:10.2985/015.090.0105).
2. ↑  Greg D. Starr, Tristan J. Davis, José A. Villareal Quintanilla: A Cryptic New Species of Agave (Asparagaceae/Agavoideae) and an Amplified Description of Agave tenuifolia. In: Cactus and Succulent Journal. Band 93, Nr. 4, S. 273–285, 2021 (doi:10.2985/015.093.0403).
3. ↑  Miguel Cházaro–Basáñez, H. David Jimeno–Sevilla, Héctor Oliva–Rivera: Agave gomezpompae Cházaro & Jimeno–Sevilla. A New Species of Agave (Agavaceae) from Central Veracruz, Mexico. In: Cactus-Aventures International. Nummer 88, 2010, S. 2–11 (PDF).
4. ↑  Carlos Arzaba-Villalba, Miguel Cházaro-Basáñez and César Viveros-Colorado. 2018. Agave maria-patriciae (Polycephalae Group: Asparagaceae), A New Species from Central Coastal Veracruz, Mexico. Phytotaxa. 360(3); 263–268. doi:10.11646/phytotaxa.360.3.6.
5. ↑  George R. Procter: Flora of the Cayman Islands. Kew Publishing, 2012, ISBN 978-1-84246-403-8, S. 183.
6. ↑  George Richardson Proctor: Agave minor In: Pedro Acevedo-Rodríguez, Mark T. Strong (Hrsg.): Monocotyledons and Gymnosperms of Puerto Rico and the Virgin Islands. In: Contributions from the United States National Herbarium. Band 52, 2005, S. 118 (PDF; 5,6 MB).
7. 1 2 3  Abisaí Josué García-Mendoza: Tres especies nuevas de Manfreda (Agavaceae) del sur de México. In: Revista Mexicana de Biodiversidad. Band 82, Nummer 3, 2011, S. 747–757 (PDF).
8. 1 2 3 4 5 6 7 8 9 10 11 12  Joachim Thiede: Nomenclatural Transfers from Manfreda Salisb., Polianthes L. and Bravoa Lex. to Agave L. (Agavaceae/Asparagaceae). In: Haseltonia. Number 17, 2012, S. 94–95 (doi:10.2985/1070-0048-17.1.12).
9. ↑  Carlos Castillejos–Cruz, Eloy Solano: Manfreda bulbulifera (Agavaceae), especie nueva de México. In: Acta botánica mexicana. Band 82, 2008, S. 67–73 (PDF; 330 kB).
10. ↑  A Castañeda Rojas, I. Sonia Franco Martínez, Abisaí García Mendoza: Manfreda galvaniae (Agavaceae), especie nueva de México, con nota sobre la ubicación taxonómica de M. malinaltenangensis Matuda y su lectotipificación. In: Acta botánica mexicana. Band 72, 2005, S. 65–76 (online).
11. ↑  Julia Etter, Martin Kristen: A new combination in the genus Agave. In: Haseltonia. Nummer 12, 2006 S. 70 (doi:10.2985/1070-0048(2006)12[70a:ANCITG]2.0.CO;2).
12. ↑  Aarón Rodríguez: Manfreda parva (Agavaceae), especie nueva del estado de Guerrero, México. In: Acta botánica mexicana. Band 88, 2009, S. 1–8 (PDF; 393 kB).
13. 1 2  Luis Hernández-Sandoval, Roger Orellana, Germán Carnevali: Two new species of Manfreda Salisb. (Agavaceae) from the Yucatán Peninsula, Mexico. In: The Journal of the Torrey Botanical Society. Band 135, Nummer 2, 2008, S. 168–177 (doi:10.3159/08-RA-023.1).
14. 1 2  Abisaí J. García-Mendoza, Eloy Solano: Polianthes oaxanana y P. geminiflora var. pueblensis (Agavaceae), taxa nuevos de México. In: Acta Botánica Mexicana. Band 78, 2007, S. 111–112 (online).
15. ↑  Eloy Solano Camacho, Patricia D. Dávila Aranda: Polianthes multicolor (Agavaceae), especie nueva de Guanajuato, Mexico. In: Novon. Band 13, 2003, S. 119–122 (online).
16. ↑  Eloy Solano, Ramiro Ríos-Gómez: Polianthes zapopanensis (Agavaceae), una especie nueva de Jalisco, México. In: Brittonia. Band 63, Nummer 1, 2011, S. 70–74 (doi:10.1007/s12228-010-9132-6).
17. ↑  Wendy C. Hodgson: Taxonomic Novelties in American Agave (Agavaceae). In: Novon. Band 11, Nummer 4, 2001, S. 410–416 (JSTOR).
18. ↑  Daniel Guillot Ortiz, Piet Van Der Meer: Agave × cavanillesii nuevo híbrido descubierto en la Comunidad Valenciana. In: Flora Montiberica. Nummer 28, 2004, S. 73–76 (PDF).
19. ↑  Daniel Guillot Ortiz, Piet Van Der Meer: "Agave x güemensis" Guillot & Meer ("Agave polyacantha" Haw. x "Agave walleriana" Baker) un nuevo híbrido dentro del grupo "Polzcephalae" Gentry. In: Studia botanica. Nummer 24, 2005, S. 87–89 (PDF).
20. ↑  Daniel Guillot Ortiz, Piet Van Der Meer: Dos nuevos taxones del género Agave en el Jardín Botánico de Valencia. In: Flora Montiberica. Nummer 27, 2004, S. 54–56 (PDF).

## Weiterführende Literatur
- August J. Breitung: The Agaves. The Cactus and Succulent Journal Yearbook, Abbey Garden Press, 1968.
- Howard Scott Gentry: The Agave Family in Sonora. U. S. Departement of Agriculture, 1972.
- Mary Irish, Gary Irish: Agaves, Yuccas and related plants of Continental North America. Timber Press, 2000, S. 93–184, Tafel 1–52.
- E. García-Moya, A. Romero-Manzanares, P. S. Nobel: Highlights for Agave Productivity. In: GCB Bioenergy. Band 3, Nummer 1, 2011, S. 4–14 (doi:10.1111/j.1757-1707.2010.01078.x).
- James L. Reveal, Wendy C. Hodgson: Agave In: Flora of North America. Oxford University Press 2002, S. 442–461 (online).
- Ivana Richter: Die Gattung Agave. A.I.A.S., 2011.
- Luis Hernández-Sandoval, Roger Orellana, Germán Carnevali: Two new species of Manfreda Salisb. (Agavaceae) from the Yucatán Peninsula, Mexico. In: The Journal of the Torrey Botanical Society. Band 135, Nummer 2, 2008, S. 168–177 (doi:10.3159/08-RA-023.1).
- J. A. Narvaez-Zapata, L. F. Sanchez-Teyer: Agaves as a Raw Material: Recent Technologies and Applications. In: Recent Patents on Biotechnology. Band 3, Nummer 3, 2009, S. 185–191 (doi:10.2174/187220809789389144).

Phylogenie
- Sara V. Good-Avila, Valeria Souza, Brandon S. Gaut, Luis E. Eguiarte: Timing and Rate of Speciation in Agave (Agavaceae). In: Proceedings of the National Academy of Sciences. Band 103, Nummer 24, 2006, S. 9124–9129 (JSTOR:30051908).
- D. J. Bogler, B. B. Simpson: A chloroplast DNA study of the Agavaceae. In: Systematic Botany. Band 20, 1995, S. 191–205 (doi:10.2307/2419449).
- D. J. Bogler, B. B. Simpson: Phylogeny of Agavaceae based on ITS rDNA sequence variation. In: American Journal of Botany. Band 83, 1996, S. 1225–1235 (doi:10.2307/2446206).
- D. J. Bogler, J. C. Pires, J. Francisco-Ortega: Phylogeny of Agavaceae based on ndhF, rbcL, and ITS sequences: Implications of molecular data for classification. In: J. T. Columbus, E. A. Friar, J. M. Porter, L. M. Prince, M. G. Simpson (Hrsg.): Monocots: Comparative Biology and Evolution. Excluding Poales. In: Aliso. Band 22, 2006, S. 313–328.
- L. Eguiarte, V. Souza, A. Silva-Montellano: Evolución de la familia Agavaceae: filogenia, ecología evolutiva de la reproducción y genética de poblaciones. In: Boletin de la Sociedad Botanica de México. Band 66, 2000, S. 131–150.
- Ofelia Jiménez-Barron, Ricardo García-Sandoval, Susana Magallón, Abisaí García-Mendoza, Jorge Nieto-Sotelo, Erika Aguirre-Planter, Luis E. Eguiarte: Phylogeny, Diversification Rate, and Divergence Time of Agave sensu lato (Asparagaceae), a Group of Recent Origin in the Process of Diversification. In: Frontiers in Plant Science. Band 11, e536135, 2020 (doi:10.3389/fpls.2020.536135).